# Диадема (Сао Пауло)
Диадема е град в щата Сао Пауло, Бразилия. Населението му е 395 333 жители (2006 г.), а площта 30,7 кв. км. Намира се на 17 км от центъра на столицата на щата град Сао Пауло. Основан е през 1959 г. Намира се на 780 м н.в.
Santos FC